# Kobresia schoenoides
Kobresia schoenoides là loài thực vật có hoa trong họ Cói. Loài này được (C.A.Mey.) Steud. mô tả khoa học đầu tiên năm 1855.